# Igreja de São Vicente de Sousa
A Igreja de São Vicente de Sousa está situada no lugar do Passal, na União das Freguesias de Torrados e Sousa, município de Felgueiras.
Foi declarada Monumento Nacional pelo DEC. nº. 129/77, DR 226 de 29 de Setembro de 1977.
Este monumento integra a Rota do Românico. 

## Descrição
A Igreja de São Vicente de Sousa conserva, no exterior, duas inscrições: uma, de função funerária, data de 1162 e assinala a construção de um arcossólio [túmulo embutido]; a outra, gravada em 1214, comemora a Dedicação da Igreja [início do culto]. 
A Igreja é constituída por uma única nave e por uma capela-mor retangular, aumentada na Época Moderna [séculos XVII-XVIII]. 
Na fachada principal abre-se o portal românico, inserido em estrutura pentagonal saliente à fachada, para que o pórtico possa ser mais extenso e impressionante do ponto de vista simbólico. 
As fachadas laterais terminam em pequenos arcos sobre cachorros lisos, como se verifica noutras igrejas românicas do território do Tâmega e Sousa.
Na fachada sul, a meia altura da parede externa, corre um lacrimal sobre mísulas, elementos que indiciam a antiga presença de um alpendre ou claustro [pátio interior de um mosteiro]. 
Da Época Moderna salienta-se o conjunto de talha e pintura, com temas alusivos à vida de São Vicente, de São José e aos Mistérios do Rosário. 
As pinturas do teto da capela-mor foram efetuadas, em 1693, por Manuel Freitas Padrão, um dos fundadores da Irmandade de São Lucas de Guimarães.